# Kostel svaté Anny (Olomouc)
Kostel svaté Anny (kaple svaté Anny) je jednolodní rektorátní kostel na Václavském náměstí v Olomouci, který je ve správě římskokatolické farnosti svatého Václava olomoucké arcidiecéze. 
Kostel svaté Anny je od roku 1962 společně s dalšími památkami na území olomouckého hradu podle usnesení vlády ČSR č. 251/62 ze dne 30. 3. 1962 a podle nařízení vlády č. 262/1995 Sb. ze dne 16. 8. 1995, o prohlášení a zrušení prohlášení některých kulturních památek za národní kulturní památky, zařazen mezi národní kulturní památky (NKP) pod názvem Olomouc, areál Přemyslovského hradu.
V jeho těsném sousedství jsou další součásti olomouckého hradu: Zdíkův palác, katedrála svatého Václava a kaple svaté Barbory (Arcidiecézní muzeum).

## Historie
Gotické jádro stavby pochází z období po roce 1268, první zmínka o kapli sv. Anny je však až z roku 1349, neboť někdy v rozmezí let 1306–1349 došlo k přestavbě kaple pro uložení relikviáře s „paží sv. Anny“, který olomoucká kapitula získala po zavraždění Václava III.   Tzv. nadání obdržel až roku 1366.  Počátkem 17. století za biskupa Františka Dietrichsteina byl kostel manýristicky přestavován. Hlavním iniciátorem přestavby byl olomoucký kanovník a kapitulní probošt Martin Václav Greifenthal. Zemřel v roce 1617, kdy  došlo  k ukončení přestavby a byl pohřben v kryptě pod kaplí. Později zde také byli pohřbeni biskup Maxmilián z Hamiltonu a další osobnosti olomouckého biskupství. Kaple byla znovu upravena v roce 1659 zásluhou generálního vikáře  Klaudia, barona ze Soriny. 
Koncem 18. století,  během josefínských reforem, byla kaple na dvacet roků uzavřena.  V letech 1883–1890 byla během regotizace katedrály svatého Václava stavba zkrácena o jedno pole a současně s tím bylo upraveno průčelí, aby byl zachován hlavní renesanční portál. Tehdy byla odhalena stěna románského ambitu, která se dochovala dodnes. Interiér kaple byl obnoven  v letech 1898–1899, kdy byl pořízen nový hlavní oltář a instalovány varhany. 
V letech 2017–2020 proběhla kompletní revitalizace památky v rámci projektu Evropské unie s cílem zpřístupnit kapli veřejnosti.  Kromě stavebních úprav byly restaurovány všechny interiérové prvky, pořízeno vybavení kaple odpovídajícím mobiliářem a doplněny liturgické předměty, vytvářející podstatu církevního objektu. Ambon, oltář a svatostánek zhotovil ve své dílně na Velehradě sochař Otmar Oliva. 
Kaple má od samého počátku status rektorátního kostela. Rektorem kostela bývá od roku 1598 vždy kanovník olomoucké kapituly, který má od roku 1752 právo nosit pontifikálie. Do roku 1916 kostel sloužil jako volební místo olomouckých biskupů a arcibiskupů.

## Popis

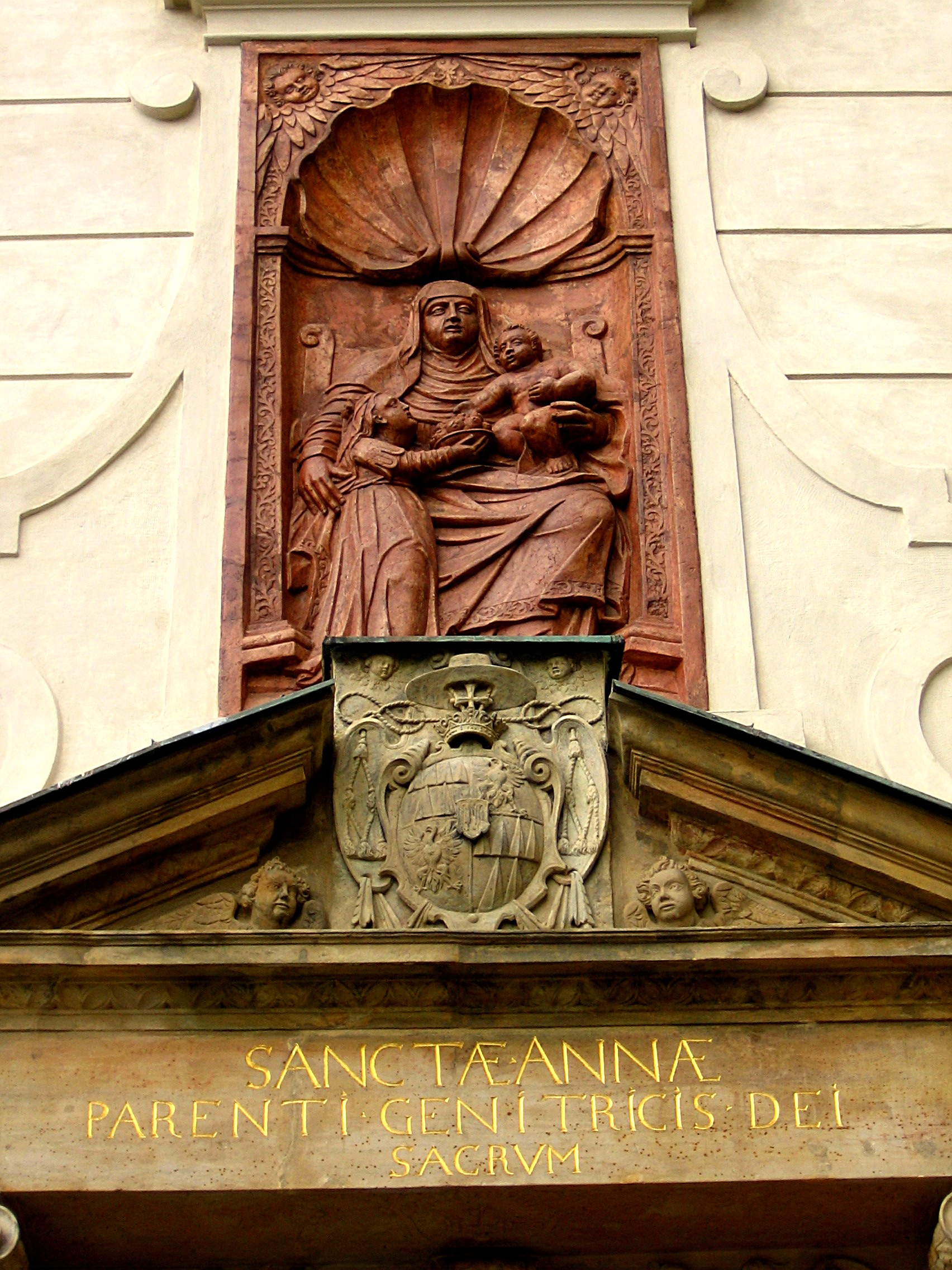
Detail fasády kostela svaté Anny s reliéfem světice a manýristickým portálem

Kostel sv. Anny  stojí mezi katedrálou sv. Václava a nádvořím kapitulního děkanství č. 4. Těsně navazuje na západní vnější stěnu Zdíkova paláce. V západním průčelí se dochovaly raně gotické opěrné pilíře lichoběžníkového půdorysu.  Po severozápadní straně přiléhají nižší nepravidelné chodbovité prostory sakristie a předsíně dotýkající se mohutné válcové věže hradu.
Kostel je prostá jednolodní obdélná stavba s trojbokým presbytářem. Vyniká štítovým průčelím s cenným  renesančním portálem.  Hlavní obloukové dveře  ohraničují dva jónské sloupy, které nesou architráv s votivním  nápisem SANCTA  ANNA – PARENTI GENITRICIS DEI – SACRUM (Svatá Anna, matka Rodičky Boží). Trojhranný štít je prolomen znakem biskupa Ditrichštejna, v kartuších jsou  erby probošta Greifenthala.  Pískovcový reliéf nad portálem znázorňuje svatou Annu samotřetí. Nad reliéfem je ve fasádě prolomeno vysoké okno s obloukovým zakončením zdobené  šambránou s bohatým štukovým dekorem v horní a dolní části. Nad výraznou římsou je štít s profilovanými okraji, který zakončuje horní část průčelí. Je rozdělen na tři části vodorovnými římsami. V první je dvojité okno, další části jsou zdobeny štukovými reliéfy.   
Na stěnách  jsou umístěny obrazy barokního malíře Ignáce Raaba s biblickými výjevy. Vitráže s erby donátora hraběte Anatolije d´Orsay pochází z roku 1886 a byly pořízeny jako dar k 50. výročí kněžského svěcení kardinála Bedřicha Fürstenberka.  Nad protilehlými portály, které vedou do křížové chodby Zdíkova paláce, jsou osazeny kamenné desky  z roku 1654 s rytými pamětními nápisy. Jedna připomíná  obnovitele kaple Martina Václava z  Greifenthalu, druhá  arcijáhna Julia Caesara Ginnana z Pisauru (vězněného za stavovského povstání) a Jeronýma Picenarda z Cremony, lékaře kardinála Ditrichštejna. Varhany na kruchtě nad vchodem  pocházejí ze 17. století, dveře skříně zdobí malby sv. Cecílie, patronky hudby, a krále Davida s harfou.